# Кёйт, Дирк
Дирк Кёйт (нидерл. Dirk Kuijtо файле, МФА: [ˈdɪr(ə)ˈkœy̆t], по отдельности МФА: [dɪr(ə)k] [kœy̆t]; род. 22 июля 1980, Катвейк, Южная Голландия) — нидерландский футболист, полузащитник и нападающий, известный по выступлениям за клубы «Ливерпуль», «Фенербахче» и «Фейеноорд»; тренер. Выступал за сборную Нидерландов.
Начал карьеру в «Утрехте» в родных Нидерландах. Являлся лидером команды, играл на позиции нападающего. Позже перешёл в «Фейеноорд» за 1 млн евро. Был капитаном «Фейеноорда» в своём последнем сезоне в команде 2005/06. 18 августа 2006 года перешёл в английский клуб «Ливерпуль». В клубе регулярно являлся игроком стартового состава. Летом 2012 года нападающий подписал контракт с «Фенербахче». Спустя три года вернулся в «Фейеноорд».
Дебютировал в сборной в сентябре 2004 года, когда командой руководил Марко ван Бастен.

## Ранние годы
Дирк Кёйт — третий из четырёх детей. Его отец был рыбаком, и Кёйт заявил, что если бы он не заинтересовался футболом, то пошёл бы в семейный бизнес. Он вырос в маленьком рыбацком городке Катвейк-ан-Зе.
В возрасте 5 лет он присоединился к молодёжному составу местного любительского футбольного клуба. Позже он играл за основную команду «Квик Бойз», пока не попал в сферу интересов скаутов «Утрехта».

## Клубная карьера

### «Утрехт»
Летом в возрасте 18 лет Дирк Кёйт присоединился к «Утрехту». В клубе он играл на позиции нападающего.

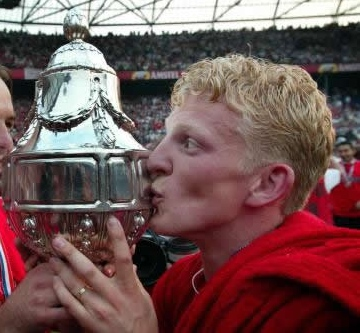
Кёйт празднует победу в Кубке Нидерландов в составе «Утрехта»

В сезоне 2002/03 в команду пришёл Фуке Бой. Он начал использовать Кёйта в роли вингера. В этом сезоне Дирк забил 20 мячей. Также он стал обладателем Кубка Нидерландов, вместе с командой разгромив «Фейеноорд» со счётом 4:1. Кёйт стал лучшим игроком матча, забив один гол.
Летом 2003 года за 1 млн евро Кёйт переходит в «Фейеноорд»

### «Фейеноорд»
В «Фейеноорде» Кёйт быстро стал любимцем болельщиков. В своём первом сезоне он наколотил 20 мячей в чемпионате. В сезоне 2004/05 забил свой первый хет-трик в матче с «Де Графсхапом». Позже он забил три гола в ворота команды «АДО Ден Хааг». По итогам сезона Кёйт стал лучшим бомбардиром чемпионата, забив 29 мячей.
В 2005 году он стал новым капитаном «Фейноорда». Кёйт провёл третий успешный сезон подряд, забив в общей сложности 25 голов. Он создал золотой дуэт с Саломоном Калу, по прозвищу К2.
Летом 2006 года Кёйт был близок к переезду в Англию. Главными фаворитами за Дирка стал «Ливерпуль» и «Ньюкасл Юнайтед». Слухи об уходе Кёйта начались ещё в мае. Дирк заявил: «Я счастлив играть в „Фейноорде“, но мне хотелось бы попробовать свои силы в Английской Премьер-Лиге». В итоге 18 августа Кёйт подписывает контракт с «Ливерпулем». Сумма сделки не разглашается.
За семь сезонов, проведённых в чемпионатах Нидерландов, Кёйт принял участие в 233 матчах. В период с марта 2001 года по апрель 2006 года он отыграл 179 матчей подряд. Также его признали лучшим футболистом года в Нидерландах.

### «Ливерпуль»

#### Сезон 2006/07
Дебютировал за «Ливерпуль» в матче против «Вест Хэм Юнайтед», выйдя на замену под занавес матча. В матче с ПСВ в Лиге чемпионов Кёйт впервые вышел с первых минут. В свой третий матч 20 сентября 2006 года Кёйт забил первый гол за «Ливерпуль» в ворота «Ньюкасла» в игре Премьер-лиги на Энфилде. «Красные» уверенно победили обыграв соперника со счётом 2:0. Уже в следующем туре Дирк поразил ворота «Тоттенхэма».
20 января 2007 года на четвёртой минуте встречи открыл счёт в игре с «Челси». «Ливерпуль» победил со счётом 2:0. Это был первый раз, когда Рафаэль Бенитес одержал победу над Жозе Моуриньо.
В итоге Кёйт сыграл в лиге сезона 2006/07 34 матча и забил 12 мячей.

#### Сезон 2007/08

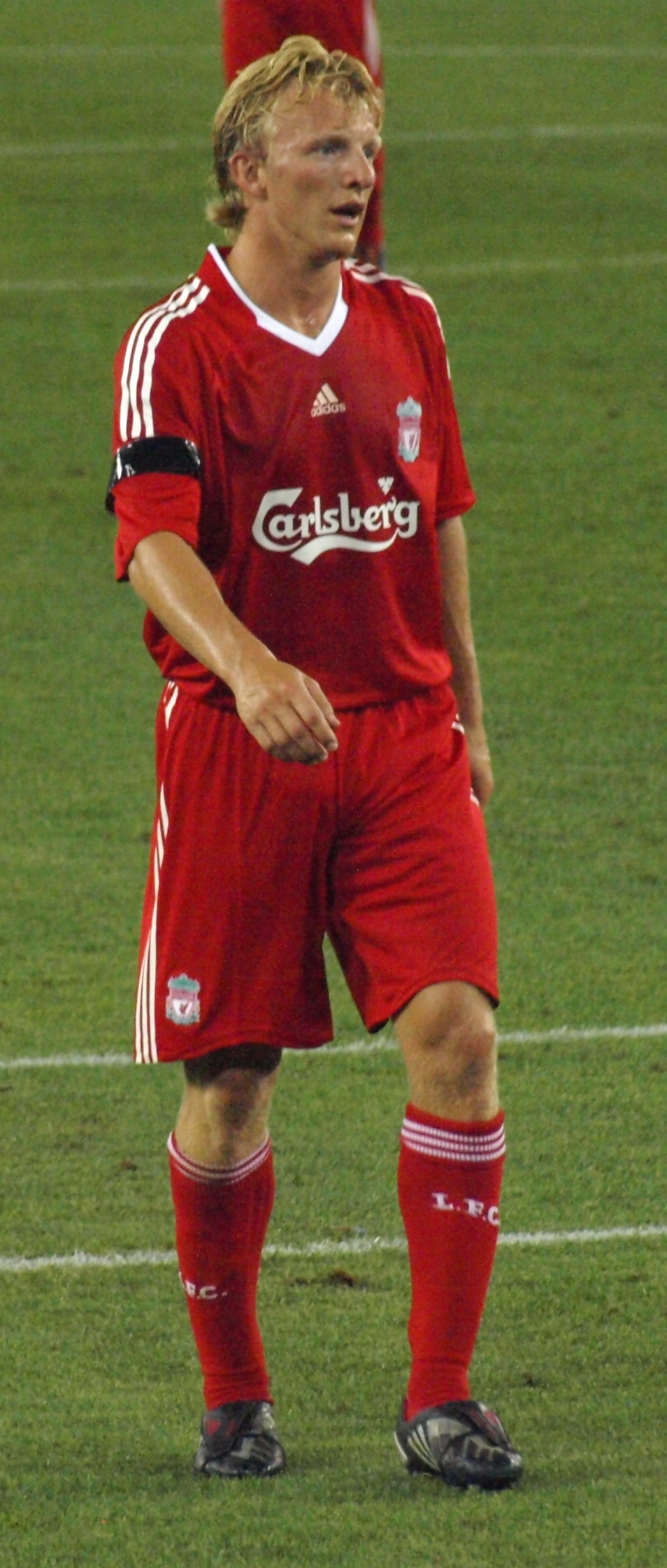
Кёйт в составе «Ливерпуля»

Свой первый гол в сезона 2007/08 Кёйт забил в ворота французской «Тулузе» в третьем отборочном матче Лиги чемпионов на «Энфилде» 28 августа 2007 года. В игре против «Эвертона» он реализовал два пенальти, тем самым позволил своей команде победить в мерсисайдском дерби.
В начале 2008 года Дирк Кёйт стал играть на позиции вингера. В матче против «Вест Хэма» он отдал две голевые передачи на Фернандо Торреса. В марте он стал окончательно играть на позиции вингера. 2 апреля 2008 года забил важный мяч в ворота лондонского «Арсенала».
По итогам сезона Кёйт стал одним из самых полезных игроков в составе «Ливерпуля», сыграв во всех турнирах 48 матчей и забив 11 мячей.

#### Сезон 2008/09
Первый гол в сезоне 2008/09 Дирк забил в Лиге чемпионов в конце матча в ворота бельгийского «Стандарта». В своей следующей игре в Премьер-лиге он отдал голевой пас на своего соотечественника Райана Бабеля, в итоге «Ливерпуль» одержал тяжёлую победу над «Манчестером Юнайтед».
Дирк Кёйт сыграл важную роль во всех матчах «Ливерпуля» в сезоне. Он забил победный гол в компенсированное время в ворота «Манчестер Сити». 18 октября 2008 года забил два мяча в ворота «Уиган Атлетик», его команда одержала волевую победу со счётом 3:2.
По итогам сезона он забил 15 мячей, что стало для него рекордом за 3 сезона в составе «красных».

#### Сезон 2009/10
В начале сезона 2009/10 многих игроков «Ливерпуля» мучали травмы. Кёйту часто приходилось играть на позиции нападающего. Дирк отличился в двух домашних матчах со «Стоком» и «Бернли», оба матча закончились со счётом 4:0. Также он забил победный гол в первом матче «Ливерпуля» в лиге чемпионов против венгерского «Дебрецена». Это был его 12-й гол в еврокубках. 20 январе Кёйт забил два мяча в ворота «Тоттенхэм Хотспур», матч закончился со счётом 2:0. Он провёл восхитительный матч, взаимодействуя с партнёрами по команде.
В середине сезона продлил контракт с «Ливерпулем» на год. В интервью он сказал следующее: «Я играл в нескольких клубах и если там дела идут не очень хорошо, то от фанатов сразу льётся негодование и злость. Но здесь болельщики продолжают нас поддерживать даже тогда, когда не все хорошо. Они желают нам всего лучшего и напутствуют нас. Это потрясающе! Я горд играть за „Ливерпуль“!»
6 февраля 2010 года он забил гол в ворота «Эвертона», для него этот гол стал четвёртым в Мерсисайдком дерби. Свой 200-й матч Кёйт отыграл в матче против «Халл Сити», это был последний матч в неудачном сезоне «Ливерпуля».

#### Сезон 2010/11
Первый матч в сезоне Кёйт сыграл против «Арсенала», матч завершился вничью. 23 августа он сыграл в разгромном поражении «Ливерпуля» от «Манчестер Сити». 29 августа поучаствовал в победе в матче против «Вест Бромвича», матч завершился со счётом 1:0. Во время тренировки в расположении сборной Нидерландов он получил травму плеча и выбыл на месяц. Но восстановился на неделю раньше, чем ожидалось. 26 сентября забивает в ворота «Сандерленда», но матч закончился вничью 2:2.
6 марта 2011 года забил хет-трик в принципиальной игре против «Манчестер Юнайтед», матч завершился победой «Ливерпуля» со счётом 3:1. Свой 11-й гол в сезоне Кёйт забил в ворота «Манчестер Сити», матч закончился крупной победой «красных» со счётом 3:0. 15 апреля продлил контракт до 2013 года. Кёйт стал лучшим бомбардиром клуба, забив 13 мячей в чемпионате, а в общей сложности 15 мячей. В августе Дирком активно интересовался итальянский «Интер», но игрок сборной Нидерландов отказался уезжать из Ливерпуля.

#### Сезон 2011/12
21 сентября Кёйт забил свой первый гол в сезоне, в третьем раунде Кубка лиги в игре против «Брайтон энд Хоув Альбион». Но из-за серьёзной конкуренции перестал попадать в основной состав. В начале года им интересовались клубы из Италии и Англии. В игре против «Вулверхэмптона» забил 50-й гол за «Ливерпуль» в чемпионате.
26 февраля в финале Кубка Английской лиги, выйдя на замену, Дирк забил гол, затем по результатам серии пенальти стал вместе с другими игроками «Ливерпуля» обладателем этого трофея.

### Дальнейшая карьера
3 июня 2012 года на официальном сайте «Фенербахче» было объявлено, что Кёйт подпишет трёхлетний контракт с клубом.
10 апреля 2015 года подписал годичный контракт с «Фейеноордом», который вступит в силу с начала следующего сезона, сообщает официальный сайт голландского клуба.
26 мая 2016 года Дирк продлил контракт с «Фейеноордом» на год. Договор теряет юридическую силу по окончании сезона 2016/17.
14 мая 2017 года в 34 туре чемпионата Дирк отметился хет-триком в матче с «Хераклесом» (3:1), позволившем «Фейенорду» завоевать золотые медали впервые за 18 лет. Через 3 дня игрок объявил о завершении карьеры игрока.
В апреле 2018 года возобновил карьеру в любительском клубе «Квик Бойз».

## Карьера в сборной
Дебютировал в сборной в сентябре 2004 года в игре против сборной Лихтенштейна, когда командой руководил Марко ван Бастен.
На чемпионате мира 2006 в Германии Кёйт являлся запасным. В игре против сборной Сербии и Черногории он вышел на замену. Ван Бастен решил дать отдохнуть своим лидерам и выпустил с первых минут Кёйта на игру против сборной Аргентины. В этой игре он играл на позиции правого полузащитника.

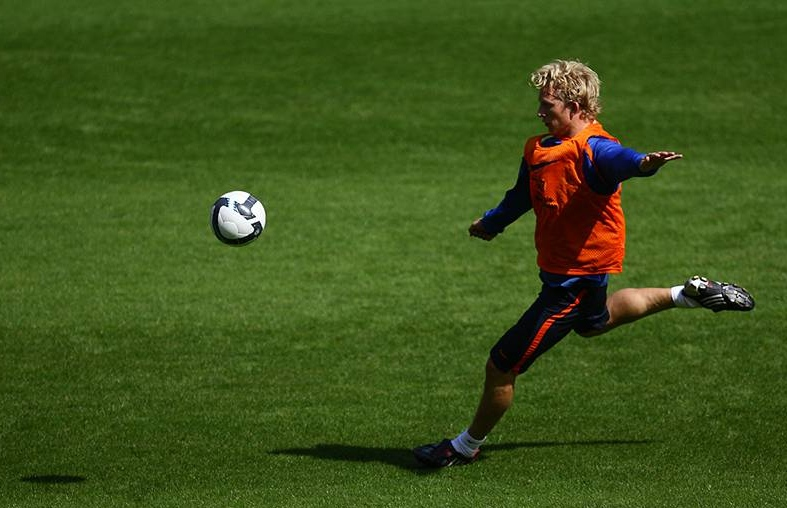
Кёйт перед квалификационным матчем чемпионата мира 2010 года

В важной игре против сборной Португалии Дирк Кёйт вышел с первых минут. Он действовал на позиции нападающего вместе с Рудом ван Нистелроем, но игра завершилась минимальной победой португальцев.
Кёйт также был вызван на Чемпионат Европы 2008. Дебютировал в первой групповой игре против сборной Италии, матч завершился в пользу нидерландцев с разгромным счётом 3:0. В игре со сборной Франции забил гол, положив начало разгрома. Во всех играх чемпионата он играл на привычной позиции вингера.
Дирк Кёйт был включён в заявку на Чемпионат мира 2010, который проходил в ЮАР. В финальной части чемпионата он забил гол сборной Дании. В 1/4 финала в игре со сборной Бразилии Дирк отдал голевой пас на Уэсли Снейдера, этот гол помог нидерландцам пройти в полуфинал турнира. В полуфинале он снова отдал голевую передачу на Арьена Роббена. В финале, в игре со сборной Испании, Кёйт сыграл достойно, закончив турнир с одним голом и тремя результативными передачами.
На провальном для голландцев Евро-2012 Кёйт дважды выходил на поле. В первых двух матчах группового этапа против сборных Дании и Германии футболист появлялся в самой концовке матчей.
Выиграв бронзовые медали чемпионата мира 2014 года, Дирк Кёйт ушёл из сборной.

## Достижения

### Командные
«Утрехт»
- Обладатель Кубка Нидерландов: 2002/03

«Ливерпуль»
- Обладатель Кубка Футбольной лиги: 2011/12
- Финалист Лиги чемпионов УЕФА: 2006/07

«Фенербахче»
- Чемпион Турции: 2013/14
- Обладатель Кубка Турции: 2012/13
- Обладатель Суперкубка Турции: 2014

«Фейеноорд»
- Чемпион Нидерландов: 2016/17
- Обладатель Кубка Нидерландов: 2015/16

Сборная Нидерландов
- Серебряный призёр чемпионата мира: 2010
- Бронзовый призёр чемпионата мира: 2014

### Личные
- Лучший бомбардир чемпионата Нидерландов: 2004/05
- Лучший футболист года в Нидерландах: 2005/06

## Семья
- Жена — Гертруда (примечательно, что она продолжала работать сестрой в доме престарелых даже после того, как вышла замуж за известного футболиста, вплоть до рождения дочери). В 2020 году супруги развелись[23].
- У Дирка в браке Гертрудой родились четверо детей — трое сыновей и дочь[24].
- Отец Дирка умер от рака 29 июня 2007 года.

## Статистика выступлений

### Клубная
| Клуб             | Сезон            | Лига | Лига | Кубки | Кубки | Еврокубки | Еврокубки | Прочие | Прочие | Итого | Итого |
| Клуб             | Сезон            | Игры | Голы | Игры  | Голы  | Игры      | Голы      | Игры   | Голы   | Игры  | Голы  |
| ---------------- | ---------------- | ---- | ---- | ----- | ----- | --------- | --------- | ------ | ------ | ----- | ----- |
| Утрехт           | 1998/99          | 28   | 5    | 2     | 1     | 0         | 0         | 0      | 0      | 30    | 6     |
| Утрехт           | 1999/2000        | 32   | 6    | 4     | 4     | 0         | 0         | 0      | 0      | 36    | 10    |
| Утрехт           | 2000/01          | 32   | 13   | 5     | 3     | 0         | 0         | 0      | 0      | 37    | 16    |
| Утрехт           | 2001/02          | 34   | 7    | 3     | 3     | 4         | 1         | 0      | 0      | 41    | 11    |
| Утрехт           | 2002/03          | 34   | 20   | 4     | 2     | 2         | 1         | 0      | 0      | 40    | 23    |
| Утрехт           | Итого            | 160  | 51   | 18    | 13    | 6         | 2         | 0      | 0      | 184   | 66    |
| Фейеноорд        | 2003/04          | 34   | 20   | 2     | 1     | 4         | 1         | 0      | 0      | 40    | 22    |
| Фейеноорд        | 2004/05          | 34   | 29   | 3     | 4     | 7         | 3         | 0      | 0      | 44    | 36    |
| Фейеноорд        | 2005/06          | 33   | 22   | 1     | 0     | 2         | 1         | 2      | 2      | 38    | 25    |
| Фейеноорд        | Итого            | 101  | 71   | 6     | 5     | 13        | 5         | 2      | 2      | 122   | 83    |
| Ливерпуль        | 2006/07          | 34   | 12   | 1     | 1     | 11        | 1         | 2      | 0      | 48    | 14    |
| Ливерпуль        | 2007/08          | 32   | 3    | 4     | 1     | 12        | 7         | 2      | 0      | 50    | 11    |
| Ливерпуль        | 2008/09          | 38   | 12   | 2     | 0     | 11        | 3         | 0      | 0      | 51    | 15    |
| Ливерпуль        | 2009/10          | 37   | 9    | 2     | 0     | 13        | 2         | 1      | 0      | 53    | 11    |
| Ливерпуль        | 2010/11          | 33   | 13   | 1     | 0     | 7         | 2         | 0      | 0      | 41    | 15    |
| Ливерпуль        | 2011/12          | 34   | 2    | 5     | 1     | 0         | 0         | 5      | 2      | 44    | 5     |
| Ливерпуль        | Итого            | 208  | 51   | 15    | 3     | 54        | 15        | 10     | 2      | 287   | 71    |
| Фенербахче       | 2012/13          | 31   | 8    | 7     | 1     | 17        | 7         | 1      | 1      | 56    | 17    |
| Фенербахче       | 2013/14          | 32   | 10   | 0     | 0     | 4         | 0         | 1      | 0      | 37    | 10    |
| Фенербахче       | 2014/15          | 32   | 8    | 4     | 2     | 0         | 0         | 1      | 0      | 37    | 10    |
| Фенербахче       | Итого            | 95   | 26   | 11    | 3     | 21        | 7         | 3      | 1      | 130   | 37    |
| Фейеноорд        | 2015/16          | 32   | 19   | 6     | 4     | 0         | 0         | 0      | 0      | 38    | 23    |
| Фейеноорд        | 2016/17          | 31   | 12   | 2     | 3     | 5         | 0         | 1      | 0      | 39    | 15    |
| Фейеноорд        | Итого            | 63   | 31   | 8     | 7     | 5         | 0         | 1      | 0      | 77    | 38    |
| Всего за карьеру | Всего за карьеру | 627  | 230  | 58    | 31    | 99        | 29        | 16     | 5      | 800   | 295   |

### Международная
| Нидерланды | 2004  | 5   | 1  |
| Нидерланды | 2005  | 10  | 2  |
| Нидерланды | 2006  | 12  | 2  |
| Нидерланды | 2007  | 8   | 1  |
| Нидерланды | 2008  | 13  | 3  |
| Нидерланды | 2009  | 11  | 4  |
| Нидерланды | 2010  | 14  | 4  |
| Нидерланды | 2011  | 11  | 7  |
| Нидерланды | 2012  | 8   | 0  |
| Нидерланды | 2013  | 6   | 0  |
| Нидерланды | 2014  | 6   | 0  |
| Всего      | Всего | 104 | 24 |

## Статистика

### Матчи Кёйта за сборную Нидерландов
| Матчи Кёйта за сборную Нидерландов | Матчи Кёйта за сборную Нидерландов | Матчи Кёйта за сборную Нидерландов | Матчи Кёйта за сборную Нидерландов | Матчи Кёйта за сборную Нидерландов | Матчи Кёйта за сборную Нидерландов |
| ---------------------------------- | ---------------------------------- | ---------------------------------- | ---------------------------------- | ---------------------------------- | ---------------------------------- |
| №                                  | Дата                               | Оппонент                           | Счёт                               | Голы Кёйта                         | Соревнование                       |
| 1                                  | 3 сентября 2004                    | Лихтенштейн                        | 3:0                                | —                                  | Товарищеский матч                  |
| 2                                  | 8 сентября 2004                    | Чехия                              | 2:0                                | —                                  | Чемпионат мира 2006 (отбор)        |
| 3                                  | 9 октября 2004                     | Македония                          | 2:2                                | 1                                  | Чемпионат мира 2006 (отбор)        |
| 4                                  | 13 октября 2004                    | Финляндия                          | 3:1                                | —                                  | Чемпионат мира 2006 (отбор)        |
| 5                                  | 17 ноября 2004                     | Андорра                            | 3:0                                | —                                  | Чемпионат мира 2006 (отбор)        |
| 6                                  | 9 февраля 2005                     | Англия                             | 0:0                                | —                                  | Товарищеский матч                  |
| 7                                  | 26 марта 2005                      | Румыния                            | 2:0                                | —                                  | Чемпионат мира 2006 (отбор)        |
| 8                                  | 30 марта 2005                      | Армения                            | 2:0                                | —                                  | Чемпионат мира 2006 (отбор)        |
| 9                                  | 4 июня 2005                        | Румыния                            | 2:0                                | 1                                  | Чемпионат мира 2006 (отбор)        |
| 10                                 | 8 июня 2005                        | Финляндия                          | 4:0                                | 1                                  | Чемпионат мира 2006 (отбор)        |
| 11                                 | 17 августа 2005                    | Германия                           | 2:2                                | —                                  | Товарищеский матч                  |
| 12                                 | 3 сентября 2005                    | Армения                            | 1:0                                | —                                  | Чемпионат мира 2006 (отбор)        |
| 13                                 | 8 октября 2005                     | Чехия                              | 2:0                                | —                                  | Чемпионат мира 2006 (отбор)        |
| 14                                 | 12 октября 2005                    | Македония                          | 0:0                                | —                                  | Чемпионат мира 2006 (отбор)        |
| 15                                 | 12 ноября 2005                     | Италия                             | 1:3                                | —                                  | Товарищеский матч                  |
| 16                                 | 1 марта 2006                       | Эквадор                            | 1:0                                | 1                                  | Товарищеский матч                  |
| 17                                 | 27 мая 2006                        | Камерун                            | 1:0                                | —                                  | Товарищеский матч                  |
| 18                                 | 1 июня 2006                        | Мексика                            | 2:1                                | —                                  | Товарищеский матч                  |
| 19                                 | 4 июня 2006                        | Австралия                          | 1:1                                | —                                  | Товарищеский матч                  |
| 20                                 | 11 июня 2006                       | Сербия и Черногория                | 1:0                                | —                                  | Чемпионат мира 2006                |
| 21                                 | 21 июня 2006                       | Аргентина                          | 0:0                                | —                                  | Чемпионат мира 2006                |
| 22                                 | 25 июня 2006                       | Португалия                         | 0:1                                | —                                  | Чемпионат мира 2006                |
| 23                                 | 16 августа 2006                    | Ирландия                           | 4:0                                | —                                  | Товарищеский матч                  |
| 24                                 | 2 сентября 2006                    | Люксембург                         | 1:0                                | —                                  | Чемпионат Европы 2008 (отбор)      |
| 25                                 | 6 сентября 2006                    | Беларусь                           | 3:0                                | 1                                  | Чемпионат Европы 2008 (отбор)      |
| 26                                 | 7 октября 2006                     | Болгария                           | 1:1                                | —                                  | Чемпионат Европы 2008 (отбор)      |
| 27                                 | 15 ноября 2006                     | Англия                             | 1:1                                | —                                  | Товарищеский матч                  |
| 28                                 | 7 февраля 2007                     | Россия                             | 4:1                                | —                                  | Товарищеский матч                  |
| 29                                 | 28 марта 2007                      | Словения                           | 1:0                                | —                                  | Чемпионат Европы 2008 (отбор)      |
| 30                                 | 2 июня 2007                        | Республика Корея                   | 2:0                                | —                                  | Товарищеский матч                  |
| 31                                 | 6 июня 2007                        | Таиланд                            | 3:1                                | —                                  | Товарищеский матч                  |
| 32                                 | 22 августа 2007                    | Швейцария                          | 1:2                                | 1                                  | Товарищеский матч                  |
| 33                                 | 12 сентября 2007                   | Албания                            | 1:0                                | —                                  | Чемпионат Европы 2008 (отбор)      |
| 34                                 | 17 ноября 2007                     | Люксембург                         | 1:0                                | —                                  | Чемпионат Европы 2008 (отбор)      |
| 35                                 | 21 ноября 2007                     | Беларусь                           | 1:2                                | —                                  | Чемпионат Европы 2008 (отбор)      |
| 36                                 | 24 мая 2008                        | Украина                            | 3:0                                | 1                                  | Товарищеский матч                  |
| 37                                 | 29 мая 2008                        | Дания                              | 1:1                                | —                                  | Товарищеский матч                  |
| 38                                 | 1 июня 2008                        | Уэльс                              | 2:0                                | —                                  | Товарищеский матч                  |
| 39                                 | 9 июня 2008                        | Италия                             | 3:0                                | —                                  | Чемпионат Европы 2008              |
| 40                                 | 13 июня 2008                       | Франция                            | 4:1                                | 1                                  | Чемпионат Европы 2008              |
| 41                                 | 17 июня 2008                       | Румыния                            | 2:0                                | —                                  | Чемпионат Европы 2008              |
| 42                                 | 21 июня 2008                       | Россия                             | 1:3                                | —                                  | Чемпионат Европы 2008              |
| 43                                 | 20 августа 2008                    | Россия                             | 1:1                                | —                                  | Товарищеский матч                  |
| 44                                 | 6 сентября 2008                    | Австралия                          | 1:2                                | —                                  | Товарищеский матч                  |
| 45                                 | 10 сентября 2008                   | Македония                          | 2:1                                | —                                  | Чемпионат мира 2010 (отбор)        |
| 46                                 | 11 октября 2008                    | Исландия                           | 2:0                                | —                                  | Чемпионат мира 2010 (отбор)        |
| 47                                 | 15 октября 2008                    | Норвегия                           | 1:0                                | —                                  | Чемпионат мира 2010 (отбор)        |
| 48                                 | 19 ноября 2008                     | Швеция                             | 3:1                                | 1                                  | Товарищеский матч                  |
| 49                                 | 11 февраля 2009                    | Тунис                              | 1:1                                | —                                  | Товарищеский матч                  |
| 50                                 | 28 марта 2009                      | Шотландия                          | 3:0                                | 1                                  | Чемпионат мира 2010 (отбор)        |
| 51                                 | 1 апреля 2009                      | Македония                          | 4:0                                | 2                                  | Чемпионат мира 2010 (отбор)        |
| 52                                 | 6 июня 2009                        | Исландия                           | 2:1                                | —                                  | Чемпионат мира 2010 (отбор)        |
| 53                                 | 10 июня 2009                       | Норвегия                           | 2:0                                | —                                  | Чемпионат мира 2010 (отбор)        |
| 54                                 | 12 августа 2009                    | Англия                             | 2:2                                | 1                                  | Товарищеский матч                  |
| 55                                 | 5 сентября 2009                    | Япония                             | 3:0                                | —                                  | Товарищеский матч                  |
| 56                                 | 9 сентября 2009                    | Шотландия                          | 1:0                                | —                                  | Чемпионат мира 2010 (отбор)        |
| 57                                 | 10 октября 2009                    | Австралия                          | 0:0                                | —                                  | Товарищеский матч                  |
| 58                                 | 14 ноября 2009                     | Италия                             | 0:0                                | —                                  | Товарищеский матч                  |
| 59                                 | 18 ноября 2009                     | Парагвай                           | 0:0                                | —                                  | Товарищеский матч                  |
| 60                                 | 3 марта 2010                       | США                                | 2:1                                | 1                                  | Товарищеский матч                  |
| 61                                 | 26 мая 2010                        | Мексика                            | 2:1                                | —                                  | Товарищеский матч                  |
| 62                                 | 1 июня 2010                        | Гана                               | 4:1                                | 1                                  | Товарищеский матч                  |
| 63                                 | 5 июня 2010                        | Венгрия                            | 6:1                                | —                                  | Товарищеский матч                  |
| 64                                 | 14 июня 2010                       | Дания                              | 2:0                                | 1                                  | Чемпионат мира 2010                |
| 65                                 | 19 июня 2010                       | Япония                             | 1:0                                | —                                  | Чемпионат мира 2010                |
| 66                                 | 24 июня 2010                       | Камерун                            | 2:1                                | —                                  | Чемпионат мира 2010                |
| 67                                 | 28 июня 2010                       | Словакия                           | 2:1                                | —                                  | Чемпионат мира 2010                |
| 68                                 | 2 июля 2010                        | Бразилия                           | 2:1                                | —                                  | Чемпионат мира 2010                |
| 69                                 | 6 июля 2010                        | Уругвай                            | 3:2                                | —                                  | Чемпионат мира 2010                |
| 70                                 | 11 июля 2010                       | Испания                            | 0:1                                | —                                  | Чемпионат мира 2010                |
| 71                                 | 3 сентября 2010                    | Сан-Марино                         | 5:0                                | 1                                  | Чемпионат Европы 2012 (отбор)      |
| 72                                 | 8 октября 2010                     | Молдова                            | 1:0                                | —                                  | Чемпионат Европы 2012 (отбор)      |
| 73                                 | 12 октября 2010                    | Швеция                             | 4:1                                | —                                  | Чемпионат Европы 2012 (отбор)      |
| 74                                 | 9 февраля 2011                     | Австрия                            | 3:1                                | 1                                  | Товарищеский матч                  |
| 75                                 | 25 марта 2011                      | Венгрия                            | 4:0                                | 1                                  | Чемпионат Европы 2012 (отбор)      |
| 76                                 | 29 марта 2011                      | Венгрия                            | 5:3                                | 2                                  | Чемпионат Европы 2012 (отбор)      |
| 77                                 | 4 июня 2011                        | Бразилия                           | 0:0                                | —                                  | Товарищеский матч                  |
| 78                                 | 8 июня 2011                        | Уругвай                            | 1:1                                | 1                                  | Кубок Конфратернидад 2011          |
| 79                                 | 2 сентября 2011                    | Сан-Марино                         | 11:0                               | 1                                  | Чемпионат Европы 2012 (отбор)      |
| 80                                 | 6 сентября 2011                    | Финляндия                          | 2:0                                | —                                  | Чемпионат Европы 2012 (отбор)      |
| 81                                 | 7 октября 2011                     | Молдова                            | 1:0                                | —                                  | Чемпионат Европы 2012 (отбор)      |
| 82                                 | 11 октября 2011                    | Швеция                             | 2:3                                | 1                                  | Чемпионат Европы 2012 (отбор)      |
| 83                                 | 11 ноября 2011                     | Швейцария                          | 0:0                                | —                                  | Товарищеский матч                  |
| 84                                 | 15 ноября 2011                     | Германия                           | 0:3                                | —                                  | Товарищеский матч                  |
| 85                                 | 29 февраля 2012                    | Англия                             | 3:2                                | —                                  | Товарищеский матч                  |
| 86                                 | 26 мая 2012                        | Болгария                           | 1:2                                | —                                  | Товарищеский матч                  |
| 87                                 | 30 мая 2012                        | Словакия                           | 2:0                                | —                                  | Товарищеский матч                  |
| 88                                 | 2 июня 2012                        | Северная Ирландия                  | 6:0                                | —                                  | Товарищеский матч                  |
| 89                                 | 9 июня 2012                        | Дания                              | 0:1                                | —                                  | Чемпионат Европы 2012              |
| 90                                 | 13 июня 2012                       | Германия                           | 1:2                                | —                                  | Чемпионат Европы 2012              |
| 91                                 | 12 октября 2012                    | Андорра                            | 3:0                                | —                                  | Чемпионат мира 2014 (отбор)        |
| 92                                 | 14 ноября 2012                     | Германия                           | 0:0                                | —                                  | Товарищеский матч                  |
| 93                                 | 6 февраля 2013                     | Италия                             | 1:1                                | —                                  | Товарищеский матч                  |
| 94                                 | 11 июня 2013                       | Китай                              | 2:0                                | —                                  | Товарищеский матч                  |
| 95                                 | 6 сентября 2013                    | Эстония                            | 2:2                                | —                                  | Чемпионат мира 2014 (отбор)        |
| 96                                 | 10 сентября 2013                   | Андорра                            | 2:0                                | —                                  | Чемпионат мира 2014 (отбор)        |
| 97                                 | 11 октября 2013                    | Венгрия                            | 8:1                                | —                                  | Чемпионат мира 2014 (отбор)        |
| 98                                 | 15 октября 2013                    | Турция                             | 2:0                                | —                                  | Чемпионат мира 2014 (отбор)        |
| 99                                 | 23 июня 2014                       | Чили                               | 2:0                                | —                                  | Чемпионат мира 2014                |
| 100                                | 29 июня 2014                       | Мексика                            | 2:1                                | —                                  | Чемпионат мира 2014                |
| 101                                | 5 июля 2014                        | Коста-Рика                         | 0:0 (4:3 пен.)                     | —                                  | Чемпионат мира 2014                |
| 102                                | 9 июля 2014                        | Аргентина                          | 0:0 (2:4 пен.)                     | —                                  | Чемпионат мира 2014                |
| 103                                | 12 июля 2014                       | Бразилия                           | 3:0                                | —                                  | Чемпионат мира 2014                |
| 104                                | 4 сентября 2014                    | Италия                             | 0:2                                | —                                  | Товарищеский матч                  |

Итого: 104 матча / 24 гола; 68 побед, 23 ничьи, 13 поражений.